# Martinus van Marum

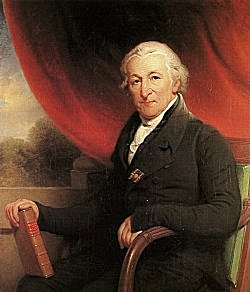
Martinus van Marum, Porträt von Wybrand Hendriks, 1826

Martinus van Marum, auch Martin, (* 20. März 1750 in Delft; † 26. Dezember 1837 in Haarlem) war ein niederländischer Arzt, Naturforscher, Chemiker und Wissenschaftler. Van Marum war der erste Geschäftsführer des Teylers Museums und unter seiner Aufsicht wurde der seinerzeit größte elektrostatische Generator gebaut. 

## Leben und Wirken

### Jugend und Familie
Martinus van Marum wurde 1750 in Delft geboren als Sohn von Petrus van Marum und Cornelia van Oudheusden. Sein Vater promovierte 1736 an der Universität Groningen als Vermessungsingenieur, Agronom und Ingenieur. Petrus zog nach Delft um und heiratete dort Cornelia im Jahr 1744. Zehn Jahre später kaufte er in Delft die Porzellanmanufaktur De Romein (der Römische) und arbeitete dort als Brennmeister. Martinus besuchte in Delft die Lateinschule. Im Jahr 1764 wurde De Romein verkauft und die Familie zog zurück nach Groningen.

### Groningen
Ab 1764 studierte Martinus van Marum an der Universität Groningen, insbesondere Physiologie und Philosophie. Unter seinem Lehrer Petrus Camper interessierte er sich besonders für die Botanik. Er promovierte 1773 zum Dr. phil. mit einer Dissertation über Pflanzenbewegungen und ihre Saftströme. Bei der Promotion war auch Statthalter Wilhelm V. anwesend. Später im selben Jahr promovierte Van Marum auch zum medizinischen Doktor.
Im Jahr 1773 trat Camper als Professor der Botanik zurück. Nachdem die Universität dann van Marum überging und stattdessen Wynoldus Munniks zum Professor ernannte, kehrte van Marum der Botanik den Rücken und widmete sich der Elektrostatik. Zusammen mit seinem Freund, dem Instrumentenbauer Gerhard Kuyper erbaute van Marum einen elektrostatischen Generator, der im Vakuum arbeiten kann. Sie veröffentlichen die Ergebnisse 1776 in „Verhandeling over het electrizeeren“ (Abhandlung über das Elektrisieren).

### Arzt und Wissenschaftler
Von 1776 bis 1780 war er Arzt in Haarlem. Obwohl er in einer anderen Stadt mehr verdienen konnte, wählte er Haarlem wegen des intellektuellen Lebens und der Gesellschaften der Stadt. Van Marum war nicht nur Arzt, sondern hielt auch Physik- und Mathematik-Vorlesungen ab und entwarf Instrumente, um physikalische Theorien zu demonstrieren. Er wurde Mitglied der niederländischen Gesellschaft der Wissenschaften und 1777 von Pieter Teyler van der Hulst († 1778) zum Direktor ihres Kuriositätenkabinetts ernannt, das eine Sammlung ausgestopfter Tiere umfasste.
Van Marums Interesse an der Wissenschaft und insbesondere an Gasen wurde spätestens 1778 deutlich, als er den ersten Wettbewerb der Teylers Tweede Genootschap (Teylers zweite Gesellschaft) mit einer Goldmedaille gewann. Der Titel seiner Abhandlung lautete "Gephlogisteerde en gedephlogisteerde luchten", wo er seine Resultate beschrieb und erklärte, dass bei einer elektrischen Entladung in einer geschlossenen Menge atmosphärischer Luft keine Volumenänderung erfolgt. Das stand in Zusammenhang mit den Auseinandersetzungen um die Phlogistonlehre (dephlogisierte Luft war die damals übliche Bezeichnung von Joseph Priestley für Sauerstoff) und Van Marum besuchte 1784/85 Antoine de Lavoisier in Paris, korrespondierte danach mit ihm und war ab 1787 einer der ersten ausländischen Anhänger seiner neuen Chemie (Antiphlogistische Chemie genannt). Im Jahr darauf wurde Van Marum als Nachfolger von Cornelis Elout Mitglied der Gesellschaft (mit nur sechs Mitgliedern). Ab 1804 bis zu seinem Tod war er selbst Vorsitzer.

### Familie
Im Jahr 1782 heiratete er Joanna Bosch (1739–1821), die reiche und einzige Tochter von Jan Bosch (1713–1780) und Catharine Blauuwduyf. Van Marum kannte sie aus seiner Position als Hausarzt der Familie Bosch. Die Ehe blieb kinderlos und 1821 starb Joanna. Acht Jahre nach dem Tod der Joanna gebar seine Haushälterin Josina Keer ein uneheliches Kind, das sie Martinus nannte.

### Geschäftsführer des Teylers Museums

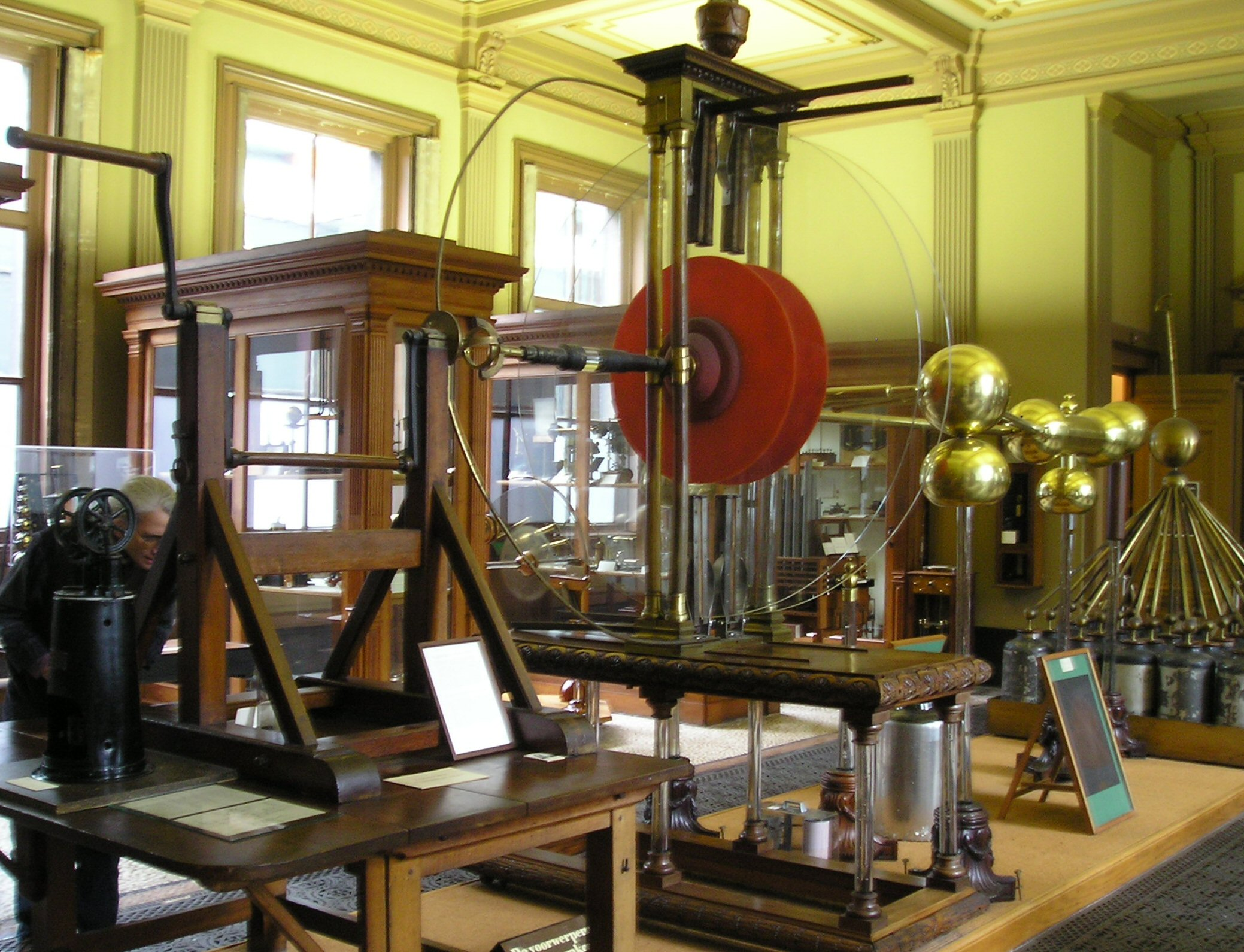
Martinus van Marums elektrostatischer Generator im Teylers Museum

Im Jahr 1784 wurde Van Marum zum ersten Geschäftsführer einer neuen Abteilung von Teylers Stichting ernannt: Teyler's Physisch en Naturaliën Kabinetten en Bibliotheek (Teyler's Kabinetten der Physik und Naturalien und Bibliothek). Unter seiner Leitung wurde das Teylers Museum in Haarlem gegründet.
John Cuthbertson konstruierte ihm die seinerzeit größte Elektrisiermaschine für seine Experimente, um den Geheimnissen der Elektrizität auf die Spur zu kommen. Marum orientierte sich dabei an Benjamin Franklin. Die hohen Spannungen verhinderten aber eher neue Erkenntnisse. Er bemerkte bei seinen Experimenten einen stechenden Geruch (von Ozon). Der Elektrisierapparat wurde Publikumsliebling des Teylers Museums. Ferner befasste sich Marum mit Blitzableitern, Pflanzenzucht, der Herstellung billiger Nahrung für Arme, mit den Problemen der Luftverschmutzung und der Ventilation von Fabrikhallen. Van Marum produzierte auch selbst viele physikalische und wissenschaftliche Instrumente für andere. König Georg II. von Großbritannien bestellte bei ihm viele Instrumente. 
Van Marum hatte auch Interesse an Paläontologie, Mineralogie und Geologie. So erwarb er ein Skelett eines Mosasaurus, das in Limburg gefunden worden war und das er für Teylers Museum sicherte. Im Jahr 1803 richtete Van Marum sich wieder auf die Botanik. Das kam vor allem durch einen Streit mit Adriaan van Zeebergh, einem der fünf Direktoren der Teylers Stichting. Van Zeebergh hatte erreicht, dass die Teylers Stichting mehr an Wohltätigkeit und minder an wissenschaftliche Kollektionen ausgab. Van Marum beschäftigte sich in seinem Landhaus "Plantlust" an der Spaarne intensiv mit der Züchtung von meist exotischen Pflanzen.

## Anerkennung
Im Jahr 1783 wurde Van Marum zum korrespondierendes Mitglied der renommierten französischen Académie des Sciences ernannt, 1798 zum Mitglied der britischen Royal Society und 1789 der Kurpfälzischen Akademie der Wissenschaften in Mannheim. Von 1790 bis 1808 war er Mitglied der Nederlandse Vereniging van Chemici (niederländische Vereinigung der Chemiker) und von 1794 bis zu seinem Tod war Van Marum als Nachfolger von Christianus van der Aa (1718–1793) Schriftführer der Hollandsche Maatschappij der Wetenschappen (holländische Gesellschaft der Wissenschaften, englisch damals Batavian Society of Sciences at Harlem). Mit seinem Takt und seinen Verbindungen leitete er die Haarlemer Kollektionen ohne Schaden durch Revolutionen und die Französische Republik. Als die Monarchie 1814–1816 wiederhergestellt worden war, beteiligte er sich an der Errichtung des Koninklijk Instituut van Wetenschappen, Letteren en Schonen Kunsten, eines Vorläufers der heutigen Koninklijke Nederlandse Akademie van Wetenschappen. 1816 wurde er Mitglied der Académie royale de Bruxelles (Classe des Sciences). Im Jahr 1820 wurde er zum Mitglied der Leopoldina gewählt.
Eine vom belgischen Obstzüchter van Mons ausgelesene Birnensorte wurde nach ihm benannt, die Van Marums Flaschenbirne.

## Werke
- Description d'une très-grande machine électrique, placée dans le muséum de Teyler à Harlem, et des expériences faites par le moyen de cette machine. Jean Ensehé & fils, Jean Van-Walré, Haarlem 1785.[8]
- Op te geeven den besten toestel van den electrophore. 1783
- Expériences concernant quelques météores électrique. 1787 im Journal de physique
- Sur la cause de l'électricité des substances fondues et refroidies. 1788 mit Adriaan Paets van Troostwyk (1752–1837) im Journal de physique
- Description des frottoirs électriques d'une nouveau construction. 1791
- Lettre à Mr. Volta concernant des expériences sur la colonne électrique faites par lui et le prof. Pfaff, dans le laboratoire de Teyler. 1801